# Radojica Nenezić
Radojica Nenezić, črnogorski general, * 23. september 1921, † 13. januar 1995

## Življenjepis
Med drugo svetovno vojno je bil načelnik štaba 6. korpusa in poveljnik 28. divizije.
Po vojni je bil poveljnik korpusa, vojaškega področja, armadne oblasti,...